# Saint-Aubin-sur-Mer (Sekwana Nadmorska)
Saint-Aubin-sur-Mer – miejscowość i gmina we Francji, w regionie Normandia, w departamencie Sekwana Nadmorska.
Według danych na rok 1990 gminę zamieszkiwało 281 osób, a gęstość zaludnienia wynosiła 45 osób/km² (wśród 1421 gmin Górnej Normandii Saint-Aubin-sur-Mer plasuje się na 630. miejscu pod względem liczby ludności, natomiast pod względem powierzchni na miejscu 591.).